# Stahlpalast
Der Stahlpalast ist eine Mehrzweckveranstaltungshalle und vorherige Sporthalle in Brandenburg an der Havel. Er befindet sich in der Quenzsiedlung unmittelbar neben dem Stadion am Quenz. Als Sporthalle am Quenz beziehungsweise Stahlhalle war er vor seinem Umbau Wettkampf- und Trainingsstätte des Leistungssports in der Stadt.

## Geschichte

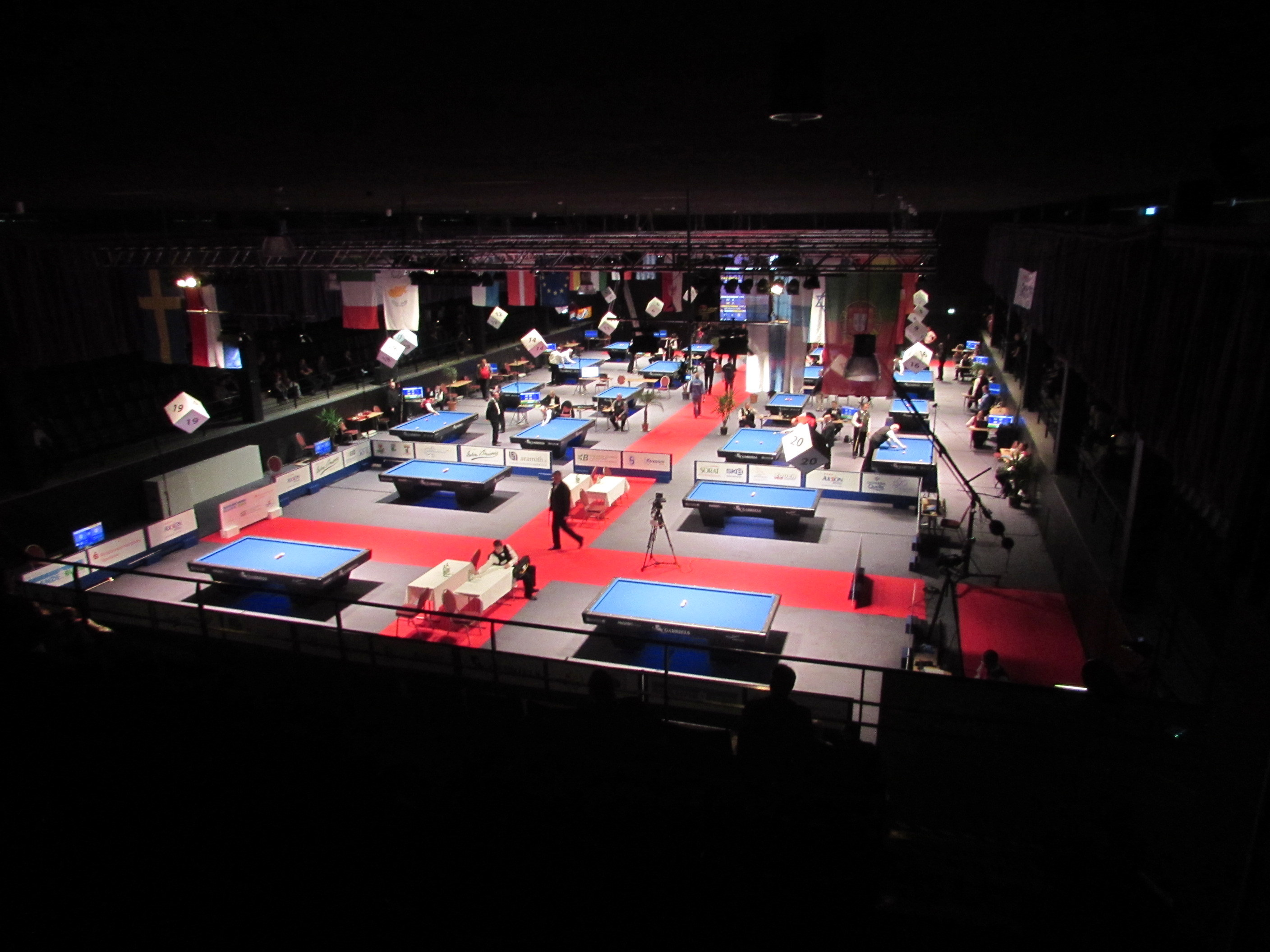
Karambolage-EM 2015 im Stahlpalast

Die Stahlhalle war Wettkampfstätte der BSG Stahl Brandenburg, der Betriebssportgemeinschaft des Stahl- und Walzwerks Brandenburg, eines Leistungssportvereins in der DDR. Sie wurde auf dem Sportkomplex errichtet, auf dem sich auch das Stahlstadion beziehungsweise Stadion am Quenz befindet.
In der DDR fanden mehrere Handballländerspiele in der Stahlhalle statt. Im Vorfeld der Weltmeisterschaft 1974 wurde im Februar beispielsweise ein Vorbereitungsspiel der DDR gegen Polen ausgetragen. Bei der Weltmeisterschaft selbst fanden drei Vorrundenspiele der Gruppe C in Brandenburg statt. Am 1. März spielte zunächst die DDR gegen die USA 35:14 (16:6) und anschließend die UdSSR gegen Japan 25:18 (13:7). Zwei Tage später, am 3. März spielte Japan gegen die USA 29:18 (13:9). In den 1980er Jahren trug die Spielgemeinschaft der BSG Stahl Brandenburg und der BSG Stahl Kirchmöser ihre Heimspiele unter anderem in der Handball-Oberliga, der ersten Liga in der DDR, in der Stahlhalle aus. Ab 1990 spielte der aus den BSG ausgegliederte BSV Stahl Brandenburg in der Halle in der Oberliga und der Handball-Bundesliga.
Weiterhin wurde die Halle für Konzerte und andere Veranstaltungen genutzt. So wurde beispielsweise im Januar 1978 die DFF-Jugendsendung rund mit einem Auftritt der Gruppe City aus der Stahlhalle übertragen. Am 30. Oktober 1989 fand in der Stahlhalle ein offizieller Dialog zwischen Vertretern der SED, staatlichen Stellen und der Bevölkerung statt, an dem 3000 Menschen teilnahmen. Am letzten Januarwochenende 1990 hielt die FDJ ihren von Kundgebungen der Jugendgruppe Neues Forum begleiteten  Kongress („XIII. Parlament“) mit über 1700 Teilnehmern in der Stahlhalle ab, auf dem sie sich eine neue Satzung gab, in der sie sich als „linker Verband“ definierte, der für eine eigenständige DDR als „sozialistische Alternative auf deutschem Boden“ eintrete und nicht länger „Helfer und Kampfreserve der Partei“ sei.
Nachdem der Handballsport in Brandenburg in den 1990er Jahren einbrach und als Nutzer der Halle ausfiel und diese den Ansprüchen einer modernen Veranstaltungshalle nicht gerecht wurde, entschloss man sich, sie grundlegend umzubauen. So wurde die Sporthalle zu einer Mehrzweckveranstaltungshalle mit dem Namen Stahlpalast. Seither werden in der Halle beispielsweise regelmäßig Billardwettkämpfe ausgetragen. So wurden die Poolbillard-Europameisterschaften der Jahre 2006 und 2011 und die Karambolage-Europameisterschaften 2013, 2015, 2017 und 2019 im Stahlpalast ausgetragen.